# Silver Gate
Silver Gate es un lugar designado por el censo ubicado en el condado de Park en el estado estadounidense de Montana. En el Censo de 2010 tenía una población de 20 habitantes y una densidad poblacional de 1,76 personas por km².

## Geografía
Silver Gate se encuentra ubicado en las coordenadas 45°1′11″N 109°58′59″O / 45.01972, -109.98306. Según la Oficina del Censo de los Estados Unidos, Silver Gate tiene una superficie total de 11.39 km², de la cual 11.39 km² corresponden a tierra firme y (0%) 0 km² es agua.

## Demografía
Según el censo de 2010, había 20 personas residiendo en Silver Gate. La densidad de población era de 1,76 hab./km². De los 20 habitantes, Silver Gate estaba compuesto por el 100% blancos, el 0% eran afroamericanos, el 0% eran amerindios, el 0% eran asiáticos, el 0% eran isleños del Pacífico, el 0% eran de otras razas y el 0% pertenecían a dos o más razas. Del total de la población el 0% eran hispanos o latinos de cualquier raza.